# Acebo
Acebo là một đô thị trong tỉnh Cáceres, Tây Ban Nha. Đô thị này có diện tích là 105,25 ki-lô-mét vuông, dân số năm 2009 là 685 người với mật độ 6,51 người/km². Đô thị này có cự ly 110 km so với tỉnh lỵ Cáceres.